# Œuvres Suisses
Œuvres Suisses war ein Gemeinschaftsprojekt des Verbands Schweizerischer Berufsorchester und der Schweizer Kulturstiftung Pro Helvetia in Zusammenarbeit mit der Schweizerischen Radio- und Fernsehgesellschaft. Das Projekt diente der Förderung und Steigerung der internationalen Bekanntheit zeitgenössischer Schweizer Komponisten und Orchester. Dazu wurden von 2014 bis 2016 durch elf Schweizer Berufsorchester je drei Auftragskompositionen vergeben. Finanziert wurden die Kompositionsaufträge und Uraufführungen durch die jeweiligen Orchester, die dafür von Pro Helvetia bei Auslandstourneen und Nachwuchs- bzw. Vermittlungsprojekten in Höhe von jährlich 50‘000 Franken gefördert wurden. Projektergebnis ist ein neues Repertoire von 34 sinfonischen Werken für Kammer- und Sinfonieorchester, komponiert von 29 Komponisten, und allesamt mitgeschnitten durch Radiotelevisione svizzera di lingua italiana, Radio Télévision Suisse und Schweizer Radio und Fernsehen. Insgesamt 41 Tourneen (Europa, Asien, Afrika, Nord- und Südamerika) sind während des Projekts durch die Orchester realisiert worden.

## Werke
- #1 Nadir Vassena: «vergessene Lieder» per orchestra (Orchestra della Svizzera italiana)
- #2 Jost Meier: «Adullam» for Chamber Orchestra (Sinfonie Orchester Biel Solothurn)
- #3 Caroline Charrière: «Concerto» pour orgue et orchestre (Orchestre de Chambre de Lausanne)
- #4 Michael Jarrell: «Emergences – Nachlese VI» / Concerto pour violoncelle et orchestre (Orchestre de la Suisse Romande)
- #5 Jost Meier: «Fiktive Szenen» für Orchester (Sinfonieorchester Basel)
- #6 Martin Jaggi: «Girga» für Orchester (Luzerner Sinfonieorchester)
- #7 Urs Peter Schneider: «Amen» für 16 Instrumente (Sinfonie Orchester Biel Solothurn)
- #8 Jean-Luc Darbellay: «Convergences (Verzerrte)» für grosses Orchester  (Berner Symphonieorchester)
- #9 Rudolf Kelterborn: «Contraddizzioni» per trio ed orchestra d’archi (Zürcher Kammerorchester)
- #10 Alfons Karl Zwicker: «Unter dem Grabhügel» für Saxophon und Orchester (Sinfonieorchester St. Gallen)
- #11 Michael Jarrell: «Spuren» für Streichquartett und Orchester (Luzerner Sinfonieorchester)
- #12 Bettina Skrzypczak: «Oracula Sibyllina» für Frauenstimme und Kammerorchester (Musikkollegium Winterthur)
- #13 Martin Jaggi: «Banpo» für grosses Orchester (Sinfonieorchester Basel)
- #14 Julien-François Zbinden: «Konzert» für Tuba und Orchester (Berner Symphonieorchester)
- #15 Edu Haubensak: «Other Tones» für Orchester in fünf Gruppen (Sinfonieorchester Basel)
- #16 Cécile Marti: «Seven Towers» / Teil 1 aus dem siebenteiligen Zyklus «Seven Towers» für Orchester (Berner Symphonieorchester)
- #17 Jacques Demierre: «No Alarming Interstices» für improvisierendes Trio und Orchester (Tonhalle-Orchester Zürich)
- #18 Ezko Kikoutchi: «Miraï» per orchestra (Orchestra della Svizzera italiana)
- #19 Daniel Schnyder: «Concerto» pour basson et orchestre (Orchestre de Chambre de Lausanne)
- #20 Iris Szeghy: «Im Park meines Vaters» für Orchester (Musikkollegium Winterthur)
- #21 Richard Dubugnon: «Arcanes Symphoniques» op. 30, pour grand orchestre (extraits, version 2015) (Orchestre de la Suisse Romande)
- #22 Katharina Rosenberger: «Spuren» für Orchester (Luzerner Sinfonieorchester)
- #23 Paul Giger: «Rauhnächte» für Orchester (Sinfonieorchester St. Gallen)
- #24 Fabian Müller: «Canto» für Streichorchester  (Zürcher Kammerorchester)
- #25 Dieter Ammann: «glut» für Orchester (Tonhalle-Orchester Zürich)
- #26 Martin Wettstein: «Erosion» für Orchester (Musikkollegium Winterthur)
- #27 David Philip Hefti: «As dark as night» für eine Altstimme und Orchester auf ein Sonett von Shakespeare (Sinfonie Orchester Biel Solothurn)
- #28 Helena Winkelman: «SKAN» für Holz- und Blechbläser sowie Perkussion (Sinfonieorchester St. Gallen)
- #29 Thomas Kessler: «Utopia III» für Orchester (in fünf Gruppen) und multiple Live-Elektronik (Tonhalle-Orchester Zürich)
- #30 Isabel Mundry: «Zu Fall» für Orchester (Tonhalle-Orchester Zürich)
- #31 Oscar Bianchi: «Exordium» per orchestra (Orchestra della Svizzera italiana)
- #32 Jean-Luc Darbellay: «ANGES. L’univers mystérieux de Paul Klee» für Orchester (Orchestre de la Suisse Romande)
- #33 Michael Jarrell: «Des nuages et des brouillards» pour violon et orchestre (Orchestre de Chambre de Lausanne)
- #34 Matthias Mueller: «Piccolo Concerto Grosso» für zwei Bassettklarinetten und Orchester (Zürcher Kammerorchester)